# Babylon Berlin/Episodenliste
Diese Episodenliste enthält alle Episoden der deutschen Krimi-Serie Babylon Berlin in der Reihenfolge ihrer Erstausstrahlung.
Die Fernsehserie umfasst derzeit vier Staffeln. Die ersten beiden Staffeln haben je acht, die dritte und vierte je zwölf Folgen mit einer Länge von jeweils etwa 45 Minuten.
Die Folgen der im Januar und Februar 2020 von Sky erstausgestrahlten dritten Staffel wurden ab dem 11. Oktober 2020 im Ersten gesendet.
Die vierte Staffel wurde ab Oktober 2022 ausgestrahlt.

## Übersicht
| Staffel | Episodenanzahl | Erstausstrahlung (Pay-TV) | Erstausstrahlung (Pay-TV) | Erstausstrahlung (Free-TV) | Erstausstrahlung (Free-TV) |
| Staffel | Episodenanzahl | Staffelpremiere           | Staffelfinale             | Staffelpremiere            | Staffelfinale              |
| ------- | -------------- | ------------------------- | ------------------------- | -------------------------- | -------------------------- |
| 1       | 8              | 13. Oktober 2017          | 3. November 2017          | 30. September 2018         | 11. Oktober 2018           |
| 2       | 8              | 10. November 2017         | 1. Dezember 2017          | 16. Oktober 2018           | 5. November 2018           |
| 3       | 12             | 24. Januar 2020           | 28. Februar 2020          | 11. Oktober 2020           | 22. Oktober 2020           |
| 4       | 12             | 7. Oktober 2022           | 11. November 2022         | 1. Oktober 2023            | 4. Oktober 2023            |
| 5       | ?              |                           |                           |                            |                            |

## Staffel 1
Die Erstausstrahlung der ersten Staffel fand vom 13. Oktober bis zum 3. November 2017 auf dem deutschen Pay-TV-Sender Sky 1 statt. Die Free-TV-Erstausstrahlung erfolgte vom 30. September bis zum 11. Oktober 2018 auf dem Schweizer Sender SRF zwei, dem deutschen Sender Das Erste und dem österreichischen Sender ORF eins. Der tschechische Sender ČT2 begann am 19. Januar 2019 mit der Erstausstrahlung in Zweikanalton.
| Nr. (ges.) | Nr. (St.) | Originaltitel | Erstausstrahlung (DACH, Pay-TV) | Zuschauer (DE, Free-TV) | Ausstrahlung (DACH, Free-TV) |
| --- | --------- | ------------- | ------------------------------- | ----------------------- | ---------------------------- |
| 1 | 1         | Episode 1     | 13. Okt. 2017                   | 7,83 Mio.               | 30. Sep. 2018                |
| Während einer Hypnosesitzung mit einem Arzt, der später als Dr. Schmidt bezeichnet wird, wird Gereon Rath mit seiner Vergangenheit konfrontiert. Dort trifft er in der Kirche auf Helga, seine Liebe und seinen Bruder Anno, die heiraten. Es scheint, als finde die folgende Handlung in seiner Erinnerung statt. – In Noworschew, Sowjetunion wird die Waggonfolge eines Zuges manipuliert, die Zugbesatzung erschossen und ersetzt. Später wird an der Reichsgrenze die Frachtkontrolle durch die Anwesenheit von Generalmajor Seegers begünstigt. – Gereon wurde nach Berlin zur Sittenpolizei versetzt und soll nach einer Filmkopie suchen, mit der hohe Kölner Beamte erpresst werden. Bei der Kontrolle eines verborgenen pornografischen Filmsets flüchtet ein Beteiligter. Während der Verfolgung wird Gereon fast erschossen und von seinem Vorgesetzten Kommissar Wolter gerettet. In einer nachfolgenden Vernehmung ergeben sich größere, zunächst rätselhafte Zusammenhänge. – Privat ist Gereon auf erfolgloser Wohnungssuche. – Es werden die prekären Lebensumstände von Charlotte Ritter dargestellt. Durch Disziplin und mit wechselnden Arbeitsstellen hält sie die dysfunktionale Familie zusammen und deren fragile Ordnung aufrecht. Bei der Polizei wird sie zur Katalogisierung von Tatortbildern vorübergehend eingestellt. – Der Trotzkist Kardakow besucht die geheime Zentrale der russischen Widerstandsbewegung, deren Anhänger u. a. Boykottaufrufe gegen Stalin in einer Druckerei erstellen. – Die Unterweltgröße „der Armenier“ demonstriert in einem Gespräch seine weitreichende und brutale Macht. |           |               |                                 |                         |                              |
| 2 | 2         | Episode 2     | 13. Okt. 2017                   | 7,83 Mio.               | 30. Sep. 2018                |
| Regisseur König wird im Auftrag des Armeniers vom Heiligen Josef bedroht. Im Verhör durch Gereon erschießt er sich letztlich. Durch die Belastung wendet Gereon sein Morphium falsch an und wird hilflos von Charlotte entdeckt. Seine Suche nach dem verschwundenen Film führt nach Hinweisen von Wolters Informanten, dem süchtigen Ex-Polizisten Krajewski, zu neuen Spuren. – In seiner neuen Wohnung lernt er die Vermieterin Behnke und den Journalisten Katelbach näher kennen. Beruflich trifft er auf Geheimrat Benda, der ihn vertraulich um Unterstützung bittet. Im Austausch gegen pornographische Bilder erhält Gereon von einem befreundeten Apotheker neues Morphium. – Im Moka Efti zelebrieren die Gäste einen orgiastischen Tanz bei „Zu Asche, zu Staub“, im Anschluss trifft Charlotte dort im Keller einen Freier. – Swetlana Sorokina bittet den sowjetischen Botschafter, gegen die Widerstandskämpfer vorzugehen. Wenig später werden in deren Zentrale alle Anwesenden ermordet. Lediglich Kardakow kann entkommen, indem er sich in den Fäkalien des Plumpsklos versteckt. |           |               |                                 |                         |                              |
| 3 | 3         | Episode 3     | 20. Okt. 2017                   | 7,83 Mio.               | 30. Sep. 2018                |
| Kardakow entsteigt, noch stinkend, nackt dem Fluss und begibt sich in Sorokinas Wohnung. Diese ist jedoch am Bahnhof und inspiziert den Waggon, in dem sie das geschmuggelte Gold der Sorokins vermutet. Heimlich vertauscht sie die Waggon-Nummern. – Charlotte prügelt sich zuhause mit ihrem nutzlosen Schwager, während ihre Mutter erfährt, sich bei einem Seitensprung eine tödliche Geschlechtskrankheit zugezogen zu haben. Sie verheimlicht das ihrer Familie. – Gereons Suche nach dem Film führt ihn in ein skurriles Wohnungsbordell, wo ihm „die Mutti“ einige Hinweise geben kann. Abends folgt er Wolters Einladung in dessen Wohnung. Wolter kann die Untätigkeit und das häusliche Versagen seiner Frau gerade noch verbergen. Währenddessen wird in Gereons Zimmer eingebrochen. Bei der Rückkehr findet Gereon die gefesselte Vermieterin Behnke, die über den charismatischen Vormieter Kardakow berichtet. Der Einbrecher entkommt und wird von dunklen Gestalten mitgenommen. – Im Polizeipräsidium bereitet man den Einsatz anlässlich des Revolutionären Ersten Mai vor. |           |               |                                 |                         |                              |
| 4 | 4         | Episode 4     | 20. Okt. 2017                   | 5,27 Mio.               | 4. Okt. 2018                 |
| Der rätselhafte Einbrecher aus Gereons Wohnung taucht als Wasserleiche wieder auf. Seine Folterspuren deuten auf eine russische Verbindung hin. – Alfred Nyssen erkennt, dass seine logistische Unterstützung schamlos ausgenutzt wurde. Der Zug soll offiziell untersucht werden; die Russen, die Polizei und Nyssen interessieren sich nun dafür. – Kardakow stellt die Sorokina in deren Wohnung zur Rede, sie prügeln und versöhnen sich. Gereon und Wolter geraten während der Unruhen des Ersten Mai versehentlich unter Beschuss durch ihre eigenen Leute. Eine Zivilistin wird getroffen und stirbt trotz Gereons Bemühungen. Er lernt dabei die Armenärztin Dr. Völcker kennen. – Charlotte trifft ihre arbeitssuchende alte Bekannte Greta. – Wolter hat herausgefunden, dass Charlotte sich im Moka Efti prostituiert, ohne angemeldet zu sein. Er erpresst sie: Sie soll ihm Informationen über Gereon liefern. Dafür könne er ihr ein einwandfreies Führungszeugnis verschaffen, das sie für ihre Bewerbung als Kriminalassistentin in der Mordkommission braucht. – Vermieterin Behnke, Gereon und Journalist Katelbach diskutieren über Politik und Verdächtige. |           |               |                                 |                         |                              |
| 5 | 5         | Episode 5     | 27. Okt. 2017                   | 5,27 Mio.               | 4. Okt. 2018                 |
| Da Gräfin Sorokina der russischen Botschaft telefonisch unter falscher Identität mitgeteilt hat, wo Kardakow sich aufhält, tauchen zwei russische Killer auf und verfolgen Kardakow bis auf den Dachboden. Swetlana Sorokina, verkleidet, schießt auf Kardakow, er fällt aus dem Fenster auf eine Wasserfläche im Hof. Sowohl Swetlana als auch die Russen halten ihn für tot. – Charlotte will Greta einen Job als Prostituierte im Moka Efti vermitteln, doch Greta schämt sich wegen ihrer großen, entzündeten Kaiserschnittnarbe. Als Charlotte später eine Anzeige „Hausmädchen gesucht“ an einem Anschlagbrett in der Burg sieht, beschließt sie, Greta die Stelle vorzuschlagen. – Charlotte will Wolter Informationen über Gereon liefern und ihm das Fläschchen mit der Drogenflüssigkeit bringen, das sie aus der Toilette des Präsidiums geholt hat. In Wolters Büro trifft sie nur Stefan Jänicke an, der Wolters Schreibtisch durchsucht hat. Später gibt Stefan Regierungsrat Benda Informationen über ein Treffen Wolters mit hochrangigen Persönlichkeiten weiter; es wird klar, dass Benda ihn als Spitzel auf Wolter angesetzt hat. – Vor der Burg wütet eine Menschenmenge, aufgestachelt durch eine Rede von Dr. Völcker. Fritz Höckert unterschreibt eine Beitrittserklärung zur Kommunistischen Partei und stimmt sofort in den Chor „Mörder! Mörder!“ ein. – Bei einem Treffen von Polizeipräsident Zörgiebel, Oberbürgermeister Böß und Regierungsrat Benda schlägt Letzterer vor, der Öffentlichkeit ein Opfer aus den Reihen der Polizei zu präsentieren, um die angebliche Notwehr der Polizei gegen die Kommunisten am 1. Mai glaubhaft machen zu können. Bei der folgenden Pressekonferenz wird ein Wachtmeister im Rollstuhl, der in Wirklichkeit bei einem Unfall verletzt wurde, als angebliches Opfer der Kommunisten bezeichnet. – Charlotte erfährt, dass Kardakow am Vorabend noch mit Gräfin Sorokina in deren Wohnung war. Sie erschleicht sich den Zugang, zieht ihre Schlüsse und verschafft sich die Kugel, mit der Kardakow angeschossen wurde. – Gereon, immer noch auf der Suche nach dem Film, bekommt im Kopierwerk die Information, dass Krajewski die Negative der gesuchten Filme wieder mitgenommen habe. Krajewski entwischt Gereon. – Kardakow, schwer verletzt, erzählt dem Armenier von dem Gold im Zug. – Gemeinsam schauen Gereon und Charlotte sich den Inhalt des Koffers aus Gereons Zimmer bei Frau Behnke an. Auf einem Plakat mit Kardakows Namen lesen sie den Namen Tretschkow, den Charlotte als den eines bekannten Kapellmeisters erkennt. Im Nachtlokal „Holländer“, wo die beiden auch auf den Burgfotografen Reinhold Gräf in Frauenkleidern treffen, erzählt Tretschkow Gereon und Charlotte, dass Kardakows revolutionäre Gruppe „Rote Festung“ ihr Hauptquartier in einer Druckerei in der Wormsstraße habe. |           |               |                                 |                         |                              |
| 6 | 6         | Episode 6     | 27. Okt. 2017                   | 5,27 Mio.               | 4. Okt. 2018                 |
| Katelbach platzt am Sonntagmorgen in Gereons Zimmer, um von ihm Näheres über den angeblich von den Kommunisten angeschossenen Wachtmeister zu erfahren. Elisabeth Behnke versteckt sich unter der Bettdecke. – Stefan Jänicke nimmt Charlotte und Greta an den Wannsee in den Ruderclub mit, wo sich auch Rudi, ein Student der Kriminalpathologie, aufhält. Stefan stellt unter Beweis, dass er auch auf große Entfernung von den Lippen ablesen kann, weil seine Eltern taub sind. Zwei junge Männer von außerhalb, die sich als Fritz Höckert und Otto Wollenberg vorstellen, rudern mit Greta in einem gekaperten Boot zu einer Insel. – Gereon geht in einen katholischen Gottesdienst, bei dem Benda die Orgel spielt. Danach wird er zum Beichten aufgefordert und gesteht dem Beichtvater, dass er Helga liebt und seit mehr als zehn Jahren ein Verhältnis mit ihr hat. Bei einer anschließenden Einladung bei Benda lernt Gereon den Polizeipräsidenten Zörgiebel kennen, der ihn an das für ihn wichtige Protokoll zum Einsatz am 1. Mai erinnert und ihm sagt, wie die Rolle der Polizei darzustellen sei; Gereon fasst später sein Protokoll wahrheitswidrig dementsprechend ab. – Auf dem Stammsitz der Familie Nyssen findet als Übung für die „Operation Prangertag“ im Beisein von Generalmajor Seegers ein von Oberst Wendt organisiertes Manöver mit 4000 Mann statt. Seegers stellt klar, dass Nyssen die Verantwortung dafür trage, dass kein Aufsehen um den Zug entstehe. – Gereon bittet Wolter um Hilfe bei der Suche nach Krajewski. Die beiden Polizisten stecken ihn in eine Zelle und machen klar, dass er keine Drogen bekommt, bevor er redet. Dabei gibt Wolter zu erkennen, dass er weiß, dass Gereon wie Krajewski ein „Zitterer“, ein Mensch mit posttraumatischer Belastungsstörung, ist. – Der Armenier dringt mit seinen Leuten in den Anhalter Bahnhof ein, damit Kardakow beweisen kann, dass in einem Waggon Gold ist. Doch beim Öffnen strömt Giftgas aus. Während Kardakow entkommt, stirbt der Lokführer des Zuges. Seine Leiche wird in die Pathologie der Burg gebracht. Dort sind Charlotte und Rudi dabei, durch eine Obduktion Näheres über die Todesumstände des am Vortag eingelieferten Russen herauszufinden. Aus dem Zustand der Lunge schließen die beiden, dass er Eisenbahner war. Sie verstecken sich, als die Leiche aus dem Anhalter Bahnhof gebracht wird. Der Pathologe Dr. Schwarz kommentiert, dass Giftgas die Todesursache sei. – Kardakow wird vom Armenier zu Dr. Schmidt gebracht und dort behandelt. Für einen Vortrag von Dr. Schmidt versammelt sich eine große Menge von Kriegsveteranen. |           |               |                                 |                         |                              |
| 7 | 7         | Episode 7     | 3. Nov. 2017                    | 4,38 Mio.               | 11. Okt. 2018                |
| Greta ist froh, bei Familie Benda die Stelle als Dienstmädchen bekommen zu haben. – Dr. Schmidt hält in einem Hörsaal einen Fachvortrag über seine Methode zur Heilung des „Kriegszitterns“, einer posttraumatischen Belastungsstörung, mit Hilfe von Barbitursäure, Rorschachtests und Hypnose. Er wird von den Zuhörern nicht ernst genommen. – In einer Szene zwischen dem Apotheker, von dem Gereon seine Drogen bezieht, und dem „Heiligen Josef“, der für den Armenier arbeitet, wird klar, dass auch Gereon eine solche Therapie macht. – Charlotte recherchiert mit einem gefälschten Presseausweis am Anhalter Bahnhof. Sie erfährt, dass der Zug von Spezialisten der Nyssen AG untersucht und von Russen bewacht wird. Sie ruft Gereon an und bittet ihn zu kommen. Benda trifft mit einem Polizeiaufgebot am Bahnhof ein, entwaffnet die Russen und erfährt, dass sich in den Waggons der Kampfstoff Phosgen befindet. Benda klärt Gereon darüber auf, dass die Schwarze Reichswehr schon seit Jahren mit Hilfe von Strohmännern Waffen ins Land schmuggelt, um ein Schattenheer gegen die Demokratie aufzubauen. – Gräfin Sorokina hat offensichtlich ein Verhältnis mit Alfred Nyssen, die beiden frühstücken zusammen. – Charlotte dringt mit Stefan in die Druckerei der Roten Festung ein, von der sie von Tretschkow erfahren hat. Alles sieht frisch renoviert aus, keine Spuren, doch in einer Druckmaschine hängt noch ein Frachtschein für den Waggon AB 3221 nach Istanbul. – Gereon nimmt bei Wolter an einer Zusammenkunft von Militärs teil. Es wird der gefallenen Kameraden gedacht, aber auch die Erinnerung an eine Schlacht am Ypernbogen wachgehalten, aus der der anwesende General Seegers als Sieger hervorging. Major Scheer, bei der Polizei unter anderem für die Waffenausgabe verantwortlich, stellt ein neues Zielfernrohr für den Einsatz von Scharfschützen bei Dunkelheit vor. Im Gespräch mit Seegers über seinen Bruder tauchen bei Gereon Erinnerungen an die letzten gemeinsamen Stunden mit Anno auf. In einem Rückblick ist zu sehen, wie er den verletzten Anno aus der Kampfzone trägt, dann aber gefangen genommen wird. – Zörgiebel und Benda beschließen, die Verantwortlichen für die Phosgen-Einfuhr zu verhaften. Alfred Nyssen wird in eine Zelle gebracht. |           |               |                                 |                         |                              |
| 8 | 8         | Episode 8     | 3. Nov. 2017                    | 4,38 Mio.               | 11. Okt. 2018                |
| Die erste Szene nimmt die therapeutische Rückführung Gereons in Trance vorweg, die Dr. Schmidt am Ende dieser Episode vornimmt. – Greta nutzt die Abwesenheit von Frau Benda für einen Ausflug mit „Fritz“ an die Havel. Geschickt verstärkt dieser ihr Vertrauen zu ihm und beeinflusst ihr Bild von August Benda. – Anwalt Wegener begleitet Alfred Nyssen zum Verhör durch August Benda über das Giftgas im Zug. In einem Vier-Augen-Gespräch mit Benda offenbart Nyssen seine politische Einstellung: Benda sei eine „Marionette einer demokratischen Verirrung“. Nyssen leidet unter der Haft. Bei einem Besuch gesteht Swetlana Sorokina ihm, dass sie ihn benutzt habe, um in „seinem“ Zug das Gold aus Russland herausbringen zu können. – Der seit seinem Kriegsdienst wie Gereon substanzabhängige Krajewski verrät unter Drogenentzug Gereon und Wolter, dass das pornografische Material im Büro des Armeniers im Moka Efti in einem Tresor liege. Krajewski lenkt Kasabian ab, sodass Gereon sich Zugang zum Büro verschaffen und die Filmrollen finden kann. Als Gereon von Kasabian überrascht wird, zwingt er diesen, die Filme einzupacken, und treibt ihn mit seiner Waffe in den voll besetzten Saal des Etablissements. Die Wachleute des Armeniers beginnen dort eine Schießerei, doch Wolter kommt Gereon zu Hilfe und Kasabian, von Gereon an der Hand verwundet, bringt die Filme in Wolters Auto. Gereon lässt ihn und Krajewski zu Wolters Verwunderung laufen. Letzterer erhält sogar noch ein Bündel Geldscheine aus dem Tresor und den Rat, anderswo ein neues Leben anzufangen. Die beiden Polizisten sichten alle Filme, und im letzten erkennt Gereon, dass sein eigener Vater an den Ausschweifungen beteiligt war. Er teilt diesem aber telefonisch nur mit, dass sein Auftrag erfüllt sei, er aber nicht nach Köln zurückkommen werde. Dies schreibt er am Ende dieser Episode auch an Helga. – Als Krajewski weg ist, verbrennen Wolter und Gereon das Filmmaterial und gehen in die Pepita-Bar. Die beiden sind sich durch die Ereignisse näher gekommen. Wolter antwortet Gereon auf dessen Frage, dass er die Informationen über dessen Drogenabhängigkeit von Charlotte habe. Gereon ist von ihr enttäuscht. – In der Zwischenzeit lässt Kasabian, der Dr. Schmidt wegen der Heilung von seinem posttraumatischen Belastungssyndrom verbunden ist, seine Wunde von diesem behandeln und erzählt von den Vorfällen. Kasabians Leute spüren die beiden Polizisten auf, Gereon wird ein Betäubungsmittel ins Getränk gemischt und der Heilige Josef, ein Handlanger der Unterwelt, bringt den Polizisten zu Dr. Schmidt. In Trance (siehe Beginn dieser Episode) erlebt er dort, wie Charlotte ihn hilflos auf der Toilette fand (Episode 1) und ihm Stillschweigen versprach, aber auch die Szene in der Pepita-Bar. Unter Aufbietung aller Kräfte flieht er vor Dr. Schmidt. Der Heilige Josef verfolgt ihn. In der zweiten Staffel wird klar, dass Gereon seinen Verfolger mit seiner Dienstwaffe erschossen und in einer Grube mit flüssigem Beton versenkt hat. Charlotte findet Gereon betonverschmiert am frühen Morgen vor seiner Haustür. Sie will ihm helfen, wird von ihm jedoch wütend weggeschickt. Sie kann sich seine Reaktion nicht erklären. Am Ende erhält Helga, die in Köln wohnt, den Brief Gereons, dass dieser nicht nach Köln kann und dass sie zu ihm nach Berlin kommen könne. |           |               |                                 |                         |                              |

## Staffel 2
Die Erstausstrahlung der zweiten Staffel fand vom 10. November bis zum 1. Dezember 2017 auf dem deutschen Pay-TV-Sender Sky 1 statt. Die Free-TV-Erstausstrahlung fand ab dem 16. Oktober 2018 auf dem Schweizer Sender SRF zwei statt, während auf Das Erste und ORF eins die zweite Staffel erst zwei Tage später startete.
| Nr. (ges.) | Nr. (St.) | Originaltitel | Erstausstrahlung (DACH, Pay-TV) | Zuschauer (DE, Free-TV) | Ausstrahlung (CH, Free-TV) |
| --- | --------- | ------------- | ------------------------------- | ----------------------- | -------------------------- |
| 9 | 1         | Episode 1     | 10. Nov. 2017                   | 4,13 Mio.               | 16. Okt. 2018              |
| In einem Waldstück nahe Berlin werden die Leichen der russischen Widerstandskämpfer gefunden. Gereon Rath, der inzwischen bei der Mordkommission arbeitet, soll eine Sondergruppe zusammenstellen, da auch die Geheimpolizei Verbindungen zum Giftgas-Zug vermutet. Gereon, der von Charlotte Ritters Verrat an ihm weiß, will zuerst nicht mit ihr arbeiten, jedoch kann sie ihre Anstellung geschickt einfädeln: Beim Einbruch in die Zentrale der Widerstandskämpfer fand sie einen wichtigen gefälschten Frachtbrief als „Walzenkönig“. – Gereon Raths Bruder wird für tot erklärt. Seine verwitwete Frau Helga zieht mit ihrem Sohn nach Berlin, um ihrem heimlichen Geliebten Gereon nahe zu sein. Familie Wolter nimmt sie zunächst herzlich in der Wohnung auf. – Die Kriminalpolizei findet die einbetonierte Leiche des „Heiligen Josef“, des Mannes fürs Grobe des Armeniers. In Rückblenden wird gezeigt, wie Gereon auf der Flucht vor dem Heiligen Josef diesen erschoss. In der Pathologie tauscht Gereon geschickt die tödliche Kugel gegen jene aus, die ihn selbst bei seinem allerersten Einsatz in Berlin verfehlte. – Charlottes Mutter stirbt. Um die teuren Beerdigungskosten zu sparen, soll ihr Leichnam an die Charité verschenkt werden, was Charlotte auf jeden Fall verhindern will. – Alfred Nyssen leidet in der Untersuchungshaft. Am Tag seiner Entlassung wird ihm auf der vorgezogenen Vorstandssitzung von seiner Mutter jegliche Befugnis entzogen. Innerlich verbittert, lässt er sich auf ein Gespräch mit Swetlana ein, die ihn in das Geheimnis des Goldes der Sorokins einweiht. |           |               |                                 |                         |                            |
| 10 | 2         | Episode 2     | 10. Nov. 2017                   | 4,14 Mio.               | 16. Okt. 2018              |
| Die Ritter-Familie beginnt noch vor der Beerdigung der Mutter, deren Hinterlassenschaft zu entsorgen und zu verhökern. Charlotte besteht auf einer ordentlichen Beerdigung und muss deshalb wieder zusätzlich anschaffen. Wolter bemerkt dies und übernimmt die Beerdigungskosten. – Im Moka Efti belauscht Charlotte die Erpressung des Polizeipräsidenten durch den russischen Botschafter im Zusammenhang mit der Zugfreigabe. Später wird der Botschafter von Geheimrat Benda erpresst. Nyssen weiht Oberst Wendt in das Geheimnis des Gold-Waggons ein und plant mit der Schwarzen Reichswehr die Entführung des Zuges. – Kriminalassistent Jänicke nimmt eine völlig erschöpfte Charlotte vorübergehend in der familiären Wohnung auf. Seine detaillierten Ermittlungen gegen die Reichswehr jedoch führen zu seiner Ermordung durch den involvierten Wolter. – Der Armenier scheint einen Waffenstillstand mit Gereon geschlossen zu haben und gibt ihm Hinweise. Gereon zieht zu Helga und hinterlässt eine enttäuschte Vermieterin. Journalist Katelbach klärt währenddessen die wahren Hintergründe des Blutmais auf, die Armenärztin Dr. Völcker bittet Gereon jedoch vergeblich um seine Unterstützung dabei. |           |               |                                 |                         |                            |
| 11 | 3         | Episode 3     | 17. Nov. 2017                   | 3,87 Mio.               | 22. Okt. 2018              |
| Der russische Botschafter tauscht Unterlagen über die Schwarze Reichswehr gegen zwei inhaftierte Mörder. Die Unterlagen sind jedoch nicht eindeutig genug, deshalb schickt man Gereon für weitere Beweisfotos zur geheimen Ausbildungsstätte nach Lipezk, Russland. Diese in der Pionierzeit der Fliegerei stattfindende erste Flugreise in einem Transportflugzeug kostet ihn und die Besatzung fast das Leben, jedoch erstellen sie Aufklärungsfotos. – Charlotte hilft einer Kollegin und stößt dabei zufällig auf Unstimmigkeiten in den städtischen Aufträgen. – Benda warnt Außenminister Stresemann, der gerade seinen französischen Amtskollegen Briand zum Staatsbesuch empfängt, vor einem Anschlag, doch Stresemann, der mit Benda vertraut erscheint, zeigt sich unbeeindruckt. – Aufgrund des Hinweises des Armeniers hört Gereon im Radio die Übertragung einer Vorlesung Dr. Schmidts über Kriegstraumata und Suggestionstherapie. Später durchlebt er wieder wie im Rausch Erinnerungsfetzen an den Krieg und an seine Tötung des Heiligen Josef. Außerdem erwischt er Helgas Sohn Moritz bei Schnüffeleien in Wolters Keller. – Fritz und Greta unternehmen einen von Fritz inszenierten romantischen Ausflug. |           |               |                                 |                         |                            |
| 12 | 4         | Episode 4     | 17. Nov. 2017                   | 3,73 Mio.               | 22. Okt. 2018              |
| Kommissar Böhm beschuldigt vergeblich Gereon, mit den Morden am Heiligen Josef und Jänicke zu tun zu haben. Beide wurden scheinbar mit der gleichen Waffe erschossen. Dadurch wird Gereon und Wolter im selben Moment klar, dass der jeweils andere für eine entsprechende Tötung verantwortlich ist. In der Konfrontation kommt es zu gegenseitigen Drohungen. Gereon und Helga fliehen aus Wolters Wohnung. Später nutzt Gereon den Wohnungsschlüssel, um Wolter das wichtige Notizbuch Jänickes zu stehlen. Charlotte, von Gereon in den Verdacht von Wolters Mord eingeweiht, soll die Notizen entziffern, wird aber von den Handlangern des Armeniers entführt. – Fritz besucht Greta während der Abwesenheit von Ehepaar Benda in deren Haus. Er spioniert die Räumlichkeiten aus und liebt Greta auf Bendas Schreibtisch. |           |               |                                 |                         |                            |
| 13 | 5         | Episode 5     | 24. Nov. 2017                   | 3,77 Mio.               | 29. Okt. 2018              |
| Charlotte wird vom Armenier gefangen gehalten und gefoltert. Er möchte erfahren, was sie über das Gold im Zug weiß, wovon sie aber keine Kenntnis hat. Kurz vor dem Erfrieren findet sie jedoch in den Steno-Notizen des toten Jänicke detaillierte Informationen über einen geplanten Überfall auf den Gold-Waggon. – Gereon und Benda verhören die nunmehr verhafteten Anführer der Schwarzen Reichswehr; diese schweigen beharrlich. Noch im Gefängnis planen sie den genauen Ablauf der Operation „Prangertag“ für den kommenden Tag. Es soll ein Attentat auf Stresemann und Briand erfolgen und anschließend im Staatsstreich das Kaiserreich unter Wilhelm II. wiederhergestellt werden. Die Waffen aus Wolters geheimem Lager werden dafür verteilt, was von Helgas Sohn Moritz beobachtet wird. Wolter könnte den Jungen töten, entschließt sich aber, mit ihm stattdessen Schießübungen auf Kohlköpfe zu veranstalten. – Greta beobachtet zufällig, wie auf Fritz geschossen und er anschließend verschleppt wird. – Journalist Katelbachs Artikel enthält erstaunlich viel Insiderwissen, was Gereon veranlasst, dessen Informanten um Hilfe bitten zu wollen. – Vermieterin Behnke macht sich durch seinen Besuch erneute Hoffnungen, versäumt es aber, ein persönliches Gespräch mit Gereon zu führen. – Polizeichef Zörgiebel wird wegen der Verhaftungen von höchster Stelle massiv unter Druck gesetzt und verbietet Benda, die Verhöre fortzuführen. – Nach einer fast tödlichen Prügelei suchen Gereon und Wolter gemeinsam nach Charlotte, was zu einem Gespräch zwischen Gereon und Sorokina über den Goldwaggon führt. |           |               |                                 |                         |                            |
| 14 | 6         | Episode 6     | 24. Nov. 2017                   | 3,78 Mio.               | 29. Okt. 2018              |
| Kurz bevor Gereon auf Katelbachs Informanten trifft, wird dieser auf offener Straße erschossen. – Greta erfährt von Fritz’ Tod und schwört den Kommunisten, bei der Vergeltung zu helfen. – Charlotte kann dem Armenier detailliert beschreiben, wann und wo der getauschte Gold-Waggon zu finden sei. Er lässt sie frei, jedoch wird klar, dass er bereits ihre Schwester Toni als Pfand im Visier hat. – Die Führungsriege der Schwarzen Reichswehr wird durch Intervention höchster Stelle aus der Haft entlassen. Gereon findet weitere Beweise über Giftgastransporte, die Generalmajor Seegers erneut belasten. Eine Pressekonferenz über die Zerschlagung der staatszersetzenden Umtriebe platzt in letzter Sekunde, als Hindenburg Seegers quasi auf dem Flur begnadigt. – Stresemann und Briand besuchen eine Aufführung der Dreigroschenoper. Geleitet von einer genialen Eingebung, verhindert Gereon die Ermordung von Briand und Stresemann. Die Attentäter, unter ihnen Wolter, können unerkannt entkommen, jedoch ist der Staatsstreich verhindert. – Gereon nimmt sein Morphium nun intravenös ein, weitere rauschhafte Erinnerungsbruchstücke verwirren ihn. |           |               |                                 |                         |                            |
| 15 | 7         | Episode 7     | 1. Dez. 2017                    | 3,62 Mio.               | 8. Nov. 2018               |
| Gereon und Charlotte bedrängen Benda um Hilfe bei der Verhinderung des Gold-Waggon-Diebstahls. Benda sind die Hände gebunden, jedoch lässt er Gereon stillschweigend gewähren. – Die unendlich traurige Greta nutzt die Abwesenheit der Familie Benda, um einen Bombenleger in deren Haus zu lassen. Ihre letzten Skrupel möchte sie mit Charlotte besprechen, diese ist jedoch voreingenommen und beschäftigt. Greta schärft die Bombe und will an die Ostsee fliehen. Auf dem Bahnsteig trifft sie den totgeglaubten Fritz, der sich nunmehr als brutaler Nationalsozialist entpuppt. Kurz bevor sie das Attentat verhindern kann, tötet der Sprengsatz Benda und dessen vorzeitig zurückgekehrte kleine Tochter. – Heimlich folgt Wolter Gereon und Charlotte auf der Suche nach dem Giftgaszug. Er drängt ihren Wagen in einen See. Gereon kann sich retten, die eingeklemmte Charlotte scheint trotz Gereons verzweifelter Bemühungen zu ertrinken. – In einem Gedenkgottesdienst für Kriegsopfer nutzt Helga Rath ihre Dankesrede auch zu einer Anklage gegen die Waffengeschäfte der Familie Nyssen. |           |               |                                 |                         |                            |
| 16 | 8         | Episode 8     | 1. Dez. 2017                    | 3,66 Mio.               | 8. Nov. 2018               |
| In allerletzter Sekunde kann Gereon die leblose Charlotte vor dem Ertrinken retten. Während sie verletzt nach Berlin zurückgebracht wird, folgt Gereon mit seinen Kollegen erneut dem Zug und ist an Bord, noch bevor Wolters Männer einen Halt auf freier Strecke erzwingen. Während Wolter den Inhalt des Gold-Waggons untersucht, werden seine Männer von den Schergen des Armeniers getötet. Gereon verletzt Wolter und beide erkennen, dass das Gold nur lackierte Kohle ist. Während die Männer des Armeniers von Gereons Leuten betäubt werden und der Armenier flieht, setzt Wolter den Zug in Bewegung. Nach einem Schusswechsel mit Gereon wird er letztlich durch eine Explosion getötet. – Zurück in Berlin ernennt Bendas Nachfolger Gereon zum Leiter einer neu gebildeten geheimen internen Revision. Im Prozess über die Vorfälle zum Ersten Mai widerruft Gereon Wolters Falschaussage zum Entsetzen der Besucher nicht. – Charlotte erhält eine Festanstellung als Kriminalassistentin und befreundet sich mit den trauernden Jänickes. – Greta wird aufgrund vermuteter Verwicklungen in den Mord an Benda verhaftet. – Charlotte und Gereon erkennen, dass die Sorokina nicht die war, für die sie sich ausgab, und das Gold der Rumpf des Waggons selbst ist. Sorokina und Kardakow treffen in Paris wieder aufeinander. – Helga lässt sich von Nyssen zu einem privaten Abendessen einladen. – Gereon erwacht aus einer Hypnose, seine gesamte Berliner Zeit war eine suggestionsunterstützte Erinnerung. Der Hypnotiseur ist sein totgeglaubter Bruder, der Gereons tiefsitzende Schuld heilen wollte. Er vergibt Gereon, ihn, geleitet von Eifersucht und vielleicht auch Feigheit, im Feld dem wahrscheinlichen Tod überlassen zu haben. |           |               |                                 |                         |                            |

## Staffel 3
Die Erstausstrahlung der dritten Staffel auf Sky 1 fand vom 24. Januar bis zum 28. Februar 2020 statt. Sie ist seit dem 11. Oktober 2020 im Ersten zu sehen.
| Nr. (ges.) | Nr. (St.) | Originaltitel | Erstausstrahlung (DACH, Pay-TV) | Zuschauer (DE, Free-TV) | Ausstrahlung (D, Free-TV) |
| --- | --------- | ------------- | ------------------------------- | ----------------------- | ------------------------- |
| 17 | 1         | Episode 1     | 24. Jan. 2020                   | 4,33 Mio.               | 11. Okt. 2020             |
| In einem apokalyptischen Szenario stapft Gereon Rath durch eine verwüstete Börse. Die folgende Handlung wird als Rückblende fünf Wochen vor dem Schwarzen Donnerstag dargestellt. Alfred Nyssen ahnt einen solchen Börsenkrach und plant, von den zu erwartenden Fehlern der Kleinanleger zu profitieren. – Charlotte Ritter ist bereits erfolgreich im letzten Ausbildungsjahr zur Kriminalassistentin. Obwohl sie besser ist als die männlichen Kollegen, lässt man sie in der Abschlussprüfung durchfallen. – Mit Gereon beginnt sie eine Morduntersuchung im Filmstudio Babelsberg. Eine bekannte Schauspielerin wurde durch einen manipulierten Scheinwerfer getötet. Der Armenier und sein kürzlich aus der Haft entlassener Partner Walter Weintraub haben über eine Million Mark dort investiert und sorgen sich um die Versicherungssumme, die nur bei einem Unfall ausgezahlt wird. – Greta möchte nicht von Charlotte im Gefängnis besucht werden und muss beim Hofgang der Errichtung eines Schafotts zuschauen. |           |               |                                 |                         |                           |
| 18 | 2         | Episode 2     | 24. Jan. 2020                   | 4,33 Mio.               | 11. Okt. 2020             |
| Greta wird Augenzeugin einer Hinrichtung im Gefängnishof. Ihr Prozess beginnt mit der traurigen und anklagenden Aussage der hinterbliebenen Frau Benda. Es stellt sich heraus, dass die NSDAP versucht, Gretas belastende Aussage über deren Mittäterschaft zu vertuschen. Regierungsrat Wendt ist auch darin involviert, er setzt Polizeichef Zörgiebel unter Druck und möchte Gereon auf die „richtige Seite“ ziehen. – Helga versucht verführerisch, Gereons Entfremdung entgegenzuwirken. Später folgt sie einer geheimen Einladung in ein verlassenes Hotelzimmer. – Die Polizei ermittelt die Identität der Person hinter den gefälschten Personalpapieren des Beleuchters aus dem Filmstudio. Im Moment der Verhaftung durch Gereon wird er auf offener Straße erschossen. – Edgar Kasabian und Weintraub erzwingen vom Produzenten Bellmann brutal die bedingungslose Fortführung der Filmproduktion. Weintraub und Frau Kasabian scheinen sich näher zu sein, als dem Armenier lieb sein kann. – Charlotte unterstützt die polizeilichen Ermittlungen durch einfühlsame Befragungen; ihre Schwester, die weiterhin das kleine Erbe der Mutter ausgibt, fertigt sie schnell ab. Sie wohnt mit Toni in einer Schlafgängerwohnung unter dem Dach und plant eine rosige Zukunft. – Moritz macht Bekanntschaft mit Gleichaltrigen der zunächst harmlos erscheinenden Hitlerjugend. |           |               |                                 |                         |                           |
| 19 | 3         | Episode 3     | 31. Jan. 2020                   | 4,33 Mio.               | 11. Okt. 2020             |
| Gereon und Helga entfremden sich zusehends, sie zieht mit Moritz in das Apartment eines geheimnisvollen Gönners. – Katelbach versucht aufs Neue, seine Enthüllung über die Luftwaffenaufrüstung als Aufmacher zu platzieren, scheitert aber gegen die Filmstudiomorde. Später erhält er von Informanten brisante Beweise. – Regierungsrat Wendt findet Gretas uneheliches Kind und erpresst sie damit, keine Geheimnisse über die Verwicklung der Nazis in den Benda-Mord preiszugeben. – „Buddha“ Gennat führt die Ermittlung mit modernsten technischen und organisatorischen Methoden, was den altgedienten Forensiker Ulrich vorerst dazu bewegt, Beweise zu verstecken. – Nyssens Assistent sammelt in der Bevölkerung bei den „kleinen Leuten“ Informationen über die Psychologie der Aktienkäufer. – Gereon und Charlotte ermitteln in Babelsberg während der laufenden Dreharbeiten. Weintraubs Freundin wird die versprochene Hauptrolle verwehrt, sie schließt daraufhin die neue Hauptdarstellerin in deren Kabine ein. Dort wird sie vom Umhang-Phantom ermordet. Charlotte beobachtet dies aus weiter Entfernung und kann nicht eingreifen. – Kasabian bittet Gereon um „Zusammenarbeit“ und erinnert ihn an die gemeinsame Schuld gegenüber dem Wissenschaftler, der sie aus ihrer selbstzerstörerischen Drogensucht befreite. |           |               |                                 |                         |                           |
| 20 | 4         | Episode 4     | 31. Jan. 2020                   | 3,21 Mio.               | 14. Okt. 2020             |
| Die ebenfalls inhaftierte Armenärztin Völcker foltert Greta, um die Beweggründe ihrer Falschaussage zu erfahren. Diese jedoch schweigt, da sie mit ihrer Tochter erpresst wird. – „Buddha“ Gennat leitet eine große Untersuchungsbesprechung mit harter, aber konsequenter Hand nach neuesten Methoden. Er überträgt Gereons Aufgaben teilweise an Kommissar Böhm, der obendrein auch noch Charlotte abkanzelt. – Schauspieler Tristan Rot ist dem Okkultismus verfallen und die Kommissare planen, eine seiner feierlichen Sitzungen zu infiltrieren. – Nyssen ist der heimliche Gönner von Helgas Apartment, er gibt sich ausgesprochen konziliant. Gereon bittet die Gehilfen, heimlich nach Helga zu suchen. – Charlottes Schwester droht zu erblinden, nur eine extrem teure Operation könnte dies verhindern. Trotz der neuen Distanz zwischen den beiden plant Charlotte, ihr zu helfen. – Gereon bittet den Fotografen Roland Gräf, der Zugang zu unter Verschluss gehaltenen Akten hat, im Archiv geheime Unterlagen zu fotografieren. Dabei wird dieser vom Archivar als ehemaliger Stricher erkannt, kann aber wichtige Fakten erfahren. Später spricht er sich mit Gereon in entspannter Stimmung aus. – Charlotte und Schauspielerin Vera gehen nach längerer Pause ausgelassen tanzen und landen danach neben Schwester Toni im Bett. Aus alten Briefen erfährt Charlotte von der heimlichen Affäre ihrer Mutter mit ihrem wirklichen Vater. |           |               |                                 |                         |                           |
| 21 | 5         | Episode 5     | 7. Feb. 2020                    | 3,21 Mio.               | 14. Okt. 2020             |
| Gereon, Charlotte und Böhm besuchen undercover das kultische Treffen von Tristan Roth. Als Böhm vorzeitig die Tarnung aufgibt, entkommen einige Okkultisten. Gereon meint, im Zeremonienmeister seinen Bruder Anno zu erkennen, der jedoch behauptet, jener sei im Felde geblieben. – Von Charlotte erfährt Gereon beiläufig Helgas Aufenthaltsort. Dort trifft er aber nur Moritz an, der ihn um Aufnahme bittet. – Nach einem Treffen aller führenden Unterweltsgrößen ist weiterhin unklar, wer den Babelsberger Film sabotiert. Kasabian ist erneut weitsichtig und erklärt Weintraub, dass der Judas sich letztendlich selbst richten werde. – Gereon und Katelbach sprechen miteinander und vertiefen die Freundschaft. – Helga versteht Nyssens Beweggründe nicht, dieser spricht von einer „Neuen Stufe“ der Charakterbildung. – Greta wird durch ein überraschend hartes Urteil zum Tode verurteilt. Angstvoll erlebt sie außerdem den Einzug Dr. Völckers in ihre Zelle. – Horst Kessler ist in die Prostituierte Erna verliebt und bezahlt Ali, um sie bei sich haben zu können. Während sie alkoholisiert sitzend einschläft, zeichnet er ein Porträt von ihr. |           |               |                                 |                         |                           |
| 22 | 6         | Episode 6     | 7. Feb. 2020                    | 3,21 Mio.               | 14. Okt. 2020             |
| Die Nazis überfallen die Redaktion des Tempo auf der Suche nach Katelbach, der in letzter Sekunde entkommt. Sein Name befindet sich auch auf einer rätselhaften Liste mit anderen Intellektuellen. Gereons telefonische Verfolgung des Zusammenhangs der Namen wirft weitere Fragen auf. – Seegers, seit kurzem Chef der Heeresleitung, bittet seine rebellische, KPD-orientierte Tochter Marie-Louise, einen Empfang von Annemarie Nyssen für seine umstürzlerischen Freunde der Reichswehr musikalisch zu unterstützen. Mit ihrem Tischnachbarn Oberst Wendt setzt sie sich in einem Gespräch über Politik schlagfertig auseinander und ist ihm rhetorisch durchaus gewachsen. Sie zitiert Walter Benjamin, er Ernst Jünger. Außerdem arbeitet sie für die „Rote Hilfe“ bei Anwalt Litten. – Moritz will mit der HJ eine Abenteuerreise unternehmen, was ihm Helga verbietet. Er wendet sich an Gereon um Unterstützung. – Die Nazis suchen Katelbach bei Vermieterin Behnke, die ihn versteckt und anschließend seine geheimen Papiere weiterleitet. – Gereon ist sicher, nun Bendas Mörder zu kennen, kann sie aber nicht antreffen. – Weintraub scheint Geld aus illegalen Geschäften an seinen Kumpanen vorbeizuschleusen. Auch das kritische Filmprojekt unterstützt er nicht im Sinne von Esther Kasabian. – Stresemann besucht den Empfang der Schwarzen Reichswehr und konfrontiert diese mit seinem Wissen. Auch schlägt er eine Zusammenarbeit für ein „Europäisches Deutschland“ vor. |           |               |                                 |                         |                           |
| 23 | 7         | Episode 7     | 14. Feb. 2020                   | 3,13 Mio.               | 15. Okt. 2020             |
| Alfred Nyssen ist von seiner Analyse des Börsengeschehens besessen. Seinem Analytiker Dr. Schmidt gegenüber gibt er zu, sich so intensiv mit dem Thema zu beschäftigen, weil er darin eine Möglichkeit zur persönlichen Rache sieht. Dem Kreis um Seegers schlägt er vor, mit ihm gemeinsam durch Leerverkäufe mit einem Kapitaleinsatz von 1 Million Reichsmark einen Gewinn von 40 bis 50 Millionen zu erzielen, sobald die Aktienblase platzt. Ahrensen bestreitet, dass ein Crash bevorstehe, Nyssen wird von den Herren nicht ernst genommen. – Da Vera Charlotte gestanden hat, dass Weintraub für die Zeit des Mordes an Betty Winter kein Alibi hat, beschatten Henning und Czerwinski ihn. – Gereon holt Richard Pechtmann von seinem Arbeitsplatz Hoppegarten zur Gegenüberstellung mit Greta ins Präsidium. Greta behauptet jedoch, ihn nicht zu kennen. – Rechtsanwalt Litten legt beim Landgericht Revision gegen das Urteil gegen Greta ein. Dem Richter gegenüber besteht er darauf, dass dies möglich sei, weil der Pflichtverteidiger seine Pflicht vernachlässigt habe, gegen ein so ungewöhnlich hartes Urteil Revision einzulegen. Als der Richter allein ist, ruft er Oberst Wendt an. – Leopold Ullrich schildert seinem Assistenten Weißhaupt, wie mit Insulin, das man einem Bewusstlosen oder Schlafenden spritzt, ein perfekter Mord begangen werden könne. Dabei verabreicht sich der Diabetiker selbst eine Insulinspritze. Ullrich wirft Weißhaupt vor, in einem Medaillon von Tilly Brooks ein Haar übersehen zu haben. Später behauptet Ullrich, das Haar sei von Weintraub, und teilt dies Gereon mit. – Toni und Renate überraschen Frau Cziczewicz bei der Vornahme einer Abtreibung. Auf dem Weg sieht Toni bei einem Vogelhändler zwei Sittiche und bittet ihn, sie für sie aufzuheben. – Von Papen, Schleicher und Brüning treffen sich bei Oberst Wendt zum Doppelkopf. Sie sprechen über Katelbach als ihren politischen Gegner und diskutieren die Rolle der NSDAP. – Vor der Halle in Babelsberg postiert Weintraub Wachpersonal und ordnet insbesondere in Bezug auf Vera äußerste Wachsamkeit an. Doch während Gereon und Charlotte später in der Halle nach Weintraub suchen, überwältigt das Phantom eine Wache und verletzt Vera. Diese flüchtet, Gereon versucht ihr zu folgen. Auf der Straße kommt es zu einem Kampf zwischen Gereon und dem Phantom, das schließlich Gereons Wange auf einem langen Stahlnagel aufspießt, der in einem Brett steckt. – In der Halle versucht Lotte, auf einem Steg in großer Höhe Vera vor dem Phantom zu retten. Dieses wirft Charlotte in die Tiefe, doch sie kann eine herabhängende Kette greifen und wird schließlich vom Filmteam aufgefangen, das sich unter ihr versammelt hat. Das Phantom ist inzwischen mit Vera auf dem Dach angekommen, beide sieht man in die Tiefe fallen. Vera stirbt, Charlotte bricht in Tränen aus. Gereon befreit sich. Blutüberströmt geht er zu den beiden. Unter dem Phantomkostüm verbirgt sich Walter Weintraub, der jedoch noch am Leben ist. |           |               |                                 |                         |                           |
| 24 | 8         | Episode 8     | 14. Feb. 2020                   | 3,13 Mio.               | 15. Okt. 2020             |
| Wendt erschießt Pechtmann, der versucht hat, ihn zu erpressen. – Marie-Louise Seegers wird von Wendt bei einem zufälligen Treffen im Café nach ihrer Meinung zur wirtschaftlichen Situation befragt. Wie Nyssen glaubt sie an einen bevorstehenden Zusammenbruch der Börsen. Daraufhin bietet Wendt Alfred Nyssen an, ihn in den Kreis um Generalmajor Seegers zurückzubringen. Voraussetzung sei allerdings, dass er 100 Millionen Mark für die von ihm geschilderten Leerverkäufe investiere. – Walter Weintraub und Gereon liegen verletzt im Krankenhaus. Esther will ihren Mann Edgar von Weintraubs Loyalität überzeugen, indem sie ihm beweist, dass er vor einem Jahr freiwillig für ihn ins Gefängnis gegangen sei: Die damals von beiden zur Entscheidung geworfene Münze zeigt auf beiden Seiten dasselbe Bild. Da Esther die Münze besitzt, wird Edgar klar, dass Esther und Weintraub eine Liebesbeziehung haben; er bezeichnet Weintraub erneut als „Judas“. – Bei einem Besuch Charlottes im Krankenhaus erfährt Gereon von Veras Tod und nimmt mitfühlend ihren Arm. In diese Szene platzt Helga, Charlotte stellt sich vor und geht. Helga teilt Gereon mit, dass sie schwanger sei. Dieser hat Zweifel an seiner Vaterschaft und fragt erfolglos, wer der neue Mann in ihrem Leben sei. Die Begegnung endet ohne Versöhnung, Helga nimmt Kontakt zur Engelmacherin Frau Cziczewicz auf. – Moritz ist mit der Hitlerjugend unter Führung von Horst Kessler im Grunewald zu einem Überlebenstraining. Als er eine Hirschkuh mit Kitz nicht erschießt, wird er von den anderen als Weichei verspottet; es kommt zu einer Keilerei mit Arndt Scheer. Kessler nimmt die beiden beiseite und schwört sie auf die nationalsozialistische Sache ein. – Im Tempo erscheint Katelbachs Artikel zur illegalen Aufrüstung mit Hilfe der Lufthansa. Daraufhin erhält er eine Vorladung wegen Landesverrats. Elisabeth Behnke zeigt Verständnis für seine Situation, fordert ihn jedoch dazu auf, über sein Junggesellenleben nachzudenken. – Greta wird der nahe Vollstreckungstermin mitgeteilt. Sie gesteht Dr. Völcker, dass die Nazis sie getäuscht hatten. Sie legt auch das Motiv für ihre Verheimlichung offen: Andernfalls wäre das Leben ihres Babys, das im Kinderheim lebt, in Gefahr gewesen. Sie weigert sich aber, Namen zu nennen. – Toni ist viel allein und läuft durch die Stadt. In einem Innenhof sieht sie Straßenkinder, die sich dort eingerichtet haben. Peter, ein Kumpan von Charlottes Schwager Erich, trifft Toni und bietet ihr eine bezahlte Vorlesestelle bei einem älteren Herrn an. Toni zeigt sich interessiert, verheimlicht die Begegnung aber vor Charlotte. Die beiden Schwestern gehen in „Fluch der Pharaonen“ mit Betty Winter; Charlotte weint, als die Hauptfigur erstochen wird, sie denkt an Veras Tod. – Edgar fragt Gereon im Krankenhaus, ob Weintraubs Täterschaft zweifellos nachgewiesen wurde und allen Spuren nachgegangen wurde. Währenddessen wird der schwer verletzte Weintraub aus dem Krankenhaus entführt, dann von Dr. Schmidt in Gegenwart von Edgar mit Elektroschocks behandelt. Er kann Edgar sagen, dass sie getäuscht worden sind: In einer Rückblende ist zu sehen, wie am Tag von Veras Tod ein zweites Phantom den bewusstlosen Weintraub, ebenfalls in ein Phantomkostüm gesteckt, zusammen mit Vera vom Dach der Halle auf dem Filmgelände warf. Weintraub gesteht Edgar seine Liebe zu Esther. Edgars spätere Frage an seine Frau, ob sie Weintraub liebe, bleibt unbeantwortet. Er wirft das Grammofon aus dem Fenster; über den Hof kommen Polizisten zur Hausdurchsuchung und Verhaftung Edgars, den sie als Drahtzieher des Mordes an Vera sehen. – Charlotte versucht durch Prostitution in einem exklusiven Sexclub das Geld für die Augenoperation ihrer Schwester Ilse zu beschaffen. Ein Facharzt hat für die Operation einen astronomischen Preis verlangt, seine Sprechstundenhilfe hat Charlotte aber heimlich eine billigere Möglichkeit im Wedding vermittelt. |           |               |                                 |                         |                           |
| 25 | 9         | Episode 9     | 21. Feb. 2020                   | 2,99 Mio.               | 21. Okt. 2020             |
| Gereon lauscht im Radio einer Vorlesung seines Arztes, der sein Programm zur Optimierung des Individuums hin zur Menschmaschine erklärt. – Esther Kasabian nutzt die Abwesenheit ihres verhafteten Mannes und Weintraubs, um den Film zu ihren Gunsten umschreiben zu lassen. Sie hält Weintraub versteckt und pflegt ihn. – Edgar Kasabian versichert im Verhör, keine Motive für die ihm vorgeworfenen Taten zu haben, und bittet die Polizei eindringlich, Spuren noch exakter zu verfolgen. Die Bank versucht indessen, sein gepfändetes Haus zu verkaufen. – Horst Kessler kauft Erna dem Zuhälter Ali ab. Sein Nazivorgesetzer jedoch verlangt ihren Auszug aus der Wohnung. Später erhält Ali den Auftrag, Horst für Geld zu erschießen. – Toni ist nun bezahlte Vorleserin für einen älteren Herrn. Während sie aus Bambi vorliest, erkennt sie in der schwülstigen Sprache des Buches gewisse Andeutungen. – Oberst Wendt zwingt Gereon zur erneuten Durchsuchung bei Vermieterin Behnke. Gereon spielt den strengen Polizisten, allerdings hat er Katelbach in seiner Wohnung versteckt, wo auch Moritz inzwischen wohnt. – Vermieterin Behnke bemüht Anwalt Litten aufgrund ihrer Anklage wegen Beihilfe zum Landesverrat und bekommt dabei überraschend Hilfe von Marie-Louise Seegers angeboten. – Gereon trifft Helga mit Alfred Nyssen an und prügelt sich mit ihm. Seine Trennung von Helga scheint nun endgültig, sie hat das ungeborene Kind nach eigener Aussage verloren. – Bei einer sehr geselligen Geburtstagsfeier von Reinhold Gräf mit fast dem gesamten Präsidium zu Gast erkennt Charlotte Gereons desolate Verfassung und küsst ihn leidenschaftlich. – Trivia: Wie auch in einigen anderen Folgen hört man bei Straßenszenen wiederholt einen Mann im Hintergrund fragen: „Un’ wer soll did allet bezahln?“ |           |               |                                 |                         |                           |
| 26 | 10        | Episode 10    | 21. Feb. 2020                   | 2,99 Mio.               | 21. Okt. 2020             |
| Bei einer telepathischen Sitzung, die Dr. Schmidt vor der Mordkommission abhält, gibt das Medium Juliane verrätselte Hinweise auf ein Messer, das noch am Tatort liege. Juliane spricht von einem Doppelgänger und ruft: „Es ist hier, die Quelle, das Kraftfeld.“ Nur Gennat und Leopold Ullrich bleiben ruhig. In der Tat wird später in der Dachrinne der Halle, in der der Film gedreht wird, ein Messer gefunden. Gereon äußert Zweifel, ob Weintraub das einzige Phantom sei; Gennat verlässt sich auf Ullrichs Spurensicherung. – Helga passt Moritz auf der Straße ab. Ein Streit, in dem er eine Rückkehr in das Hotel vehement ablehnt, endet mit Moritz’ Satz: „Ich will zur Hitlerjugend.“ – Esther holt Edgar am Gefängnis ab. Mit ihrem Plan zur Rettung des Films ist er zwar nicht einverstanden, kann ihr ihren Wunsch aber nicht abschlagen. Esther betont, dass Weintraub, Edgar und sie zusammengehörten. Später sagt Edgar dem verletzten Weintraub, den Esther am Filmset versteckt hält, er müsse das gemeinsame Haus verlassen, wenn er wieder gesund sei. – Zörgiebel lehnt Gereons Wunsch nach einem Haftbefehl gegen Horst Kessler wegen des Mordes an Benda aus Mangel an Beweisen ab. Vom Wirt der Kneipe „Zur Frieda“ erfährt Rath, dass Kessler gegenüber wohne; er trifft dort aber nur Erna an und stellt sich als Funktionär der NSDAP vor. Gereon findet im Umfeld der Kneipe Pechtmanns Frau und erfährt, dass Pechtmann seit ein paar Tagen verschwunden sei. – Nyssen und Wegener beobachten die steigenden Börsenkurse. Wegeners Wunsch, Frau Nyssen zu informieren, kommt Alfred nach. Seine Mutter ist angesichts der hohen Verluste entsetzt und will ihn für unzurechnungsfähig erklären lassen. – Litten und Charlotte erreichen, dass Greta Litten eine Vollmacht gibt, sie rechtlich zu vertreten. – Lotte findet in ihrem Zimmer die Käfigvögel, die Toni sich gewünscht hatte. Der ältere Herr, bei dem ihr Schwager Erwin Toni einen Vorlesejob besorgt hat, bietet Toni an, bei ihm ein heißes Bad zu nehmen; die Badtür müsse aber offen bleiben. Darauf lässt Toni sich ein. Als Lotte Toni bei ihrer ehemaligen Nachbarin Frau Cziczewicz, die illegal Abtreibungen vornimmt, erfolglos sucht, trifft sie dort auf Helga. Später findet sie Toni schlafend vor der Tür ihres gemeinsamen Zimmers. Toni lügt auf Charlottes Fragen, es kommt zum Streit. – Kessler hält in seiner Wohnung eine Versammlung mit dem Jungvolk der Hitlerjugend ab, in dem es um Propagandapläne für Schulen geht. Gereon sitzt in der Kneipe gegenüber, sieht Moritz in das Haus gehen und eilt hinüber. Der Zuhälter Ali erschießt unmittelbar vor Gereons Eintreffen Kessler und entkommt. Später wird Moritz als Zeuge von der Polizei befragt. Es kommt zum Streit zwischen Moritz und Gereon über die Voreingenommenheit der Polizei. Kesslers Geliebte Erna kehrt zu Ali zurück. – Gereon teilt Helga in einem Brief seine Sorgen um Moritz, der „seinen Halt verliere“, mit. – In der Gefängniszelle zeigt sich Dr. Völcker, Gretas Zellengenossin, der jungen Frau gegenüber zugewandt und fürsorglich. – Marie-Louise Seegers fotografiert nachts im Reichswehrministerium Dokumente. – Ullrich stellt eine künstliche Hand mit Weintraubs Fingerabdrücken her. |           |               |                                 |                         |                           |
| 27 | 11        | Episode 11    | 28. Feb. 2020                   | 2,90 Mio.               | 22. Okt. 2020             |
| Eine Rückblende zeigt, wie Erkennungsdienstleiter Ullrich den Getränkehandel Goztony aufsucht, der die Filmcrew beliefert. Er sagt den vorbestraften Brüdern Bela und Sandor auf den Kopf zu, dass sie aus Rache die Sabotage der Filmproduktion geplant hätten und Bela nach dem Aussteigen von Felix Krempin im Schutz der Verkleidung selbst den Mord an der Hauptdarstellerin begangen habe. Ullrich verfügt über Beweise und nötigt die beiden dazu, mit dem Morden im Schutz der Verkleidung nach Belieben weiterzumachen. – Zwischen Moritz und Gereon hat sich ein herzliches Verhältnis entwickelt. Gereon sieht Mein Kampf bei Moritz liegen; dieser sagt, sie hätten das Buch auf dem Schulhof verteilt, er habe es aber nicht gelesen. Gereon leiht es sich aus. Helga versucht vergeblich, mit einem Anruf zu erreichen, dass Moritz wieder zu ihr zieht. – An der Pferderennbahn Hoppegarten stellt Stennes Wendt wegen des Verschwindens von Pechtmann und des Todes von Kessler zur Rede, erreicht aber nichts. Die beiden bekunden ihr gegenseitiges Misstrauen; Stennes kündigt an, seine Gruppe werde die Leute um Wendt bald nicht mehr brauchen. – Die Ermittlungen zum Mord an Kessler werden von Böhm geführt und konzentrieren sich auf einen Mord im Zuhältermilieu. – Ullrich behauptet Gereon und Charlotte gegenüber, die Fingerabdrücke auf dem Messer, mit dem Vera ermordet wurde, stammten von Weintraub. Charlotte bringt ihn mit Fragen in Bedrängnis. – Ilses Mann Erich beschimpft Charlotte vor ihren Kollegen, weil sie an Ilses Erblindung schuld sei; es kommt zu einer Schlägerei mit Henning. – Gereon und Zörgiebel vermuten eine Beteiligung Wendts an der Ermordung Bendas, haben aber keine Beweise. Irmgard Benda übergibt Wendt Tagebuchaufzeichnungen ihres Mannes, die belegen, dass es für den 1. Mai einen Schießbefehl gab. Wendt setzt Zörgiebel damit unter Druck und fordert ihn zum Rücktritt auf. – Helga findet auf ihrem Zimmer einen Brief Nyssens, in dem er seinen Selbstmord ankündigt. Sie rettet ihn und die beiden werden ein Paar. – Marie-Louise Seegers übergibt Elisabeth Behnke einen Film mit Aufnahmen geheimer Dokumente aus dem Reichswehrministerium. Diese gibt das Material an Gereon weiter, der Katelbach in seiner Wohnung versteckt hält. Gereon verabredet sich mit Gräf im Präsidium, der Film soll sofort entwickelt werden. – Charlotte stößt bei einer genauen Analyse der Fingerabdrücke auf eine Ungereimtheit. Sie konfrontiert Ullrich damit, der zunächst Ausflüchte macht. Charlotte bleibt hartnäckig, äußert den Verdacht einer Manipulation. Ullrich schlägt sie nieder. Überraschend kommt Weißhaupt ins Büro, weil er seine Zigaretten vergessen hat. Als er Verdacht schöpft, ersticht Ullrich ihn. Dann gibt er Charlotte eine Insulinspritze, mit deren Handhabung er als Diabetiker vertraut ist, und versteckt die Bewusstlose in einem Verschlag. Inzwischen hat Gereon sich auf die Suche nach Charlotte begeben. Auch er wird nach einem Schusswechsel von Ullrich überwältigt und bekommt eine Insulinspritze. Ullrich gibt zu, dass er auch Charlotte Insulin gespritzt hat, und beschreibt, dass dies schnell zum Koma führt. Der Krach hat Gennat geweckt. Als er bei seiner Suche nach der Ursache für den Lärm auf Ullrich trifft, zwingt ihn dieser mit vorgehaltener Waffe in den Hörsaal. Der gefesselte Gereon schafft es in der Zwischenzeit, Zuckerwürfel zum Herunterfallen zu bringen, verschlingt diese und folgt den Geräuschen aus dem Hörsaal. Dort steht der gefesselte und geknebelte Gennat mit einem Strick um den Hals auf einem Stuhl, dessen Bein an Ullrichs Handgelenk gebunden ist. Das obere Ende des Seils ist am Geländer einer Empore festgebunden. Vor einem imaginären, ihm zujubelnden Publikum aus Vertretern der Presse schildert Ullrich, wie er durch seine Manipulationen die Polizei getäuscht hat, um die Macht des Erkennungsdienstes zu demonstrieren und sich für die Unterbewertung seiner Rolle durch Gennat zu rächen. Gereon holt Gräf zu Hilfe, der Polizei und Rettungsdienst alarmiert und von oben versucht, das Seil um Gennats Hals zu lösen. Gereon sucht weiter nach Charlotte, erinnert sich an eine Szene, in der Ullrich den Verschlag öffnete, und findet die junge Frau dort. Zurück im Hörsaal konfrontiert er Ullrich, der Gereon mittels einer Manipulation von Fingerabdrücken zu Gennats Mörder machen wollte, damit, dass sein Spiel verloren sei. Ullrich will sich erschießen, als das imaginäre Publikum ihm nicht mehr applaudiert, sondern den Saal mit Beschimpfungen verlässt. Gereon und die versteckten Polizisten hindern ihn daran, Gennat wird befreit. Charlotte liegt vor dem Transport ins Krankenhaus auf einer Trage, öffnet leicht die Augen und erkennt, dass Gereon ihre Hand hält. |           |               |                                 |                         |                           |
| 28 | 12        | Episode 12    | 28. Feb. 2020                   | 2,90 Mio.               | 22. Okt. 2020             |
| Bei einem Frühstück mit Wendt in seinem Büro versucht Stresemann, diesen als Vermittler für eine Anerkennung seiner Politik in den Kreisen der Militärs zu gewinnen. Wendt bringt Stresemann durch seine Arroganz auf, der Minister bricht zusammen und fällt zu Boden, doch Wendt holt erst Hilfe, als Stresemann sich nicht mehr bewegt. – Gereon, Henning und Czerwinski nehmen Sandor Goztony nach einem Kampf im Getränkelager fest; Bela entkommt, wird aber später gefasst. Als er in einem Transporter vom Gefängnis zum Polizeipräsidium gebracht wird, erschießen Edgar und Weintraub ihn dort mit einem Kugelhagel durch die Wände des Fahrzeugs hindurch. – Frank Jacobi stellt Gennat kritische Fragen zur Vertrauenswürdigkeit der Polizei, die Täter in ihren eigenen Reihen hat, und zur Macht der Unterweltkreise, die Verdächtige im Polizeipräsidium erschießen können. – Weintraub wirft Edgars Schwager Josef das geliehene Geld verächtlich auf den Tisch. Zu Hause packt er seine Sachen; es fällt ihm sichtlich schwer, sich von seinem Umfeld trennen zu müssen. Esther vertritt sehr selbstbewusst und hartnäckig Edgar und Weintraub gegenüber ihren Standpunkt, dass sie alle drei zusammengehörten. – Gretas Hinrichtung steht unmittelbar bevor. Als die junge Frau in eine andere Zelle verlegt wird, fragt Dr. Völcker sie eindringlich nach Litten. Später teilt ihr die Direktorin mit, sie habe den Anwalt informiert. Litten diktiert Charlotte ein Schreiben an Gretas Richter mit der dringenden Aufforderung, die Vollstreckung des Urteils aufzuschieben. Durch eine Bemerkung Charlottes kommt er auf die Idee, eine Bestimmung aus einem kaiserlichen Erlass anzuwenden, die Hinrichtungen an Tagen der Staatstrauer verbietet; es ist der Tag von Stresemanns Beisetzung. Der Richter muss sich dem beugen, informiert jedoch Wendt. Die Gefängnisdirektorin ist zu dieser Zeit nicht mehr in ihrem Büro, weil sie die Hinrichtung überwachen will; telefonisch ist sie daher für Litten nicht zu erreichen, sodass sie nichts von der Aufschiebung erfährt. Die einzige Möglichkeit, Greta zu retten, wäre eine persönliche Übergabe des Briefes. Charlotte gelingt es trotz der Absperrungen wegen des Trauerzugs, mit der Aufschiebungsanordnung kurz vor der Hinrichtung im Gefängnis zu sein; Wendt ist ihr jedoch zuvorgekommen und hat die Beamten an der Eingangsschleuse bestochen, sodass die verzweifelte Charlotte der Hinrichtung Gretas von einem Platz hinter einer verschlossenen Glastür zusehen muss, ohne ihr helfen zu können. – Gereon und Charlotte geben Greta das letzte Geleit. Aus dem Off ist der Text eines Briefes von Greta an ihrem kleinen Sohn zu hören, den sie kurz vor ihrem Tod schrieb. Charlotte gibt der Polizei, als deren Teil sie sich sieht, die Schuld am Tod der Freundin. – Gereon bittet Wendt um ein Gespräch auf der leeren Tribüne der Trabrennbahn Hoppegarten. Da Wendt sich sicher ist, dass man ihm nichts beweisen kann, gibt er Gereon gegenüber zu, dass er hinter dem Mord an Benda steckt. Doch das Gespräch wird über ein verstecktes Mikrofon auf eine Schallplatte aufgezeichnet; in einem Kastenwagen vor dem Gebäude befindet sich das „Tonstudio“, in dem Gräf, Henning und Czerwinski auf Gereon warten. – Charlotte fährt zu dem Gasthaus, von dem ihr leiblicher Vater an ihre Mutter geschrieben hatte. Die Vermieterin bestätigt wiederholte Besuche eines Erwin Trollmann, der jährlich im Sommer zu Freiluftübungen im Park gekommen sei, mit Ehefrau, später auch mit Sohn. Dieser, Johann Rukeli Trollmann, ist Boxer. – Erich sagt Toni, der ältere Herr sei an etwas Langfristigem interessiert, Toni ist einverstanden. Charlotte verjagt ihn und stellt Toni zur Rede; in einem Streit sagt Toni, Charlotte sei nicht ihre Schwester, und ihre richtige Schwester sei wegen Charlotte blind. Sie läuft weg, holt später ihre Sachen und schließt sich einer Gruppe von Straßenkindern an. – Dank Wendts aufgenommenem Geständnis wird nun nicht wie erwartet dieser, sondern Innenminister Albert Grzesinski Zörgiebels Nachfolger. – Dämonen der Leidenschaft feiert im Titania-Palast eine rauschende Premiere. Nur Frank Jacobi ist gelangweilt und schreibt in einer Kritik, es brauche kein altbackenes Melodram mit konstruierter Rahmenhandlung, sondern eine Filmkunst, die sich dem Leben stellt. Er und Gräf sind nun ein Paar. – Die Börsenkurse fallen ins Bodenlose, an der Börse herrscht Chaos, Menschen nehmen sich das Leben. Böhm, der sich verspekuliert hat, bedroht seinen Börsenmakler in der Börse mit einer Waffe, die er anschließend auf sich selbst richtet; Gereon bringt ihn dazu, weder andere noch sich zu erschießen, und schickt ihn nach Hause. Nyssen schaut dem Geschehen triumphierend zu, Helga ist bei ihm. – In einer therapeutischen Sitzung versucht Dr. Schmidt, in Gereon seine Ideologie zu verankern: Der Weg zur Freiheit von Angst führe über eine Verschmelzung von Mensch und Maschine, über die Gefühllosigkeit, die mit Hilfe von chemischen Substanzen zu erreichen sei. |           |               |                                 |                         |                           |

## Staffel 4
Die Erstausstrahlung der vierten Staffel begann im Oktober 2022 per Video-on-Demand (wow) und Pay-TV (Sky One). Ein Jahr später, am 1. Oktober 2023, erfolgte die Ausstrahlung im Ersten, wobei alle Folgen bereits seit dem 29. September in der ARD-Mediathek verfügbar waren.
| Nr. (ges.) | Nr. (St.) | Originaltitel | Erstausstrahlung (DACH, Pay-TV) | Zuschauer (DE, Free-TV) | Ausstrahlung (D, Free-TV) |
| --- | --------- | ------------- | ------------------------------- | ----------------------- | ------------------------- |
| 29 | 1         | Episode 1     | 7. Okt. 2022                    | 1. Okt. 2023            |                           |
| In der Silvesternacht des Jahres 1930/31 hat Charlotte zusammen mit einem Kollegen Dienst im Berliner Polizeipräsidium. Während ihrer Schicht werden die beiden über einen toten Kaufhausdieb am KaDeWe informiert. Als sie am Tatort eintreffen und Charlotte damit beginnt, den Tatort fotografisch zu sichern, erkennt sie ihre Schwester Toni in der umstehenden Menge. Toni kannte den Toten, da die beiden zusammen auf Beutezug ins Kaufhaus eingebrochen waren. Dabei wurden sie erwischt und Tonis Komplize Benno von einem Polizisten aus Abschnitt 14 vom Dach des Kaufhauses gestoßen. Toni konnte sich verstecken und traf dabei das erste Mal auf Moritz. Als Charlotte mit Toni reden möchte, rennt diese vom Tatort weg und Charlotte folgt ihr. Dabei gerät sie in einen marodierenden SA-Trupp, unter dem sich auch Gereon Rath befindet, und verliert sie aus den Augen. Währenddessen feiert Alfred Nyssen eine riesige Silvesterparty, auf der er die bereits geschehende Vermählung mit Helga verkündet. Seine Mutter Annemarie ist darüber gar nicht erfreut, ebenso wenig über die Tatsache, dass ihre Schwiegertochter den „Blauen Rothschild“, einen äußerst wertvollen Diamanten, als Kette um den Hals trägt. Das Juwel erregt auch die Aufmerksamkeit des Juweliers Jacob Grün, welcher sogleich telefonisch seinen Verwandten Abraham in den USA darüber informiert, dass der Edelstein, der einst seiner Familie gehörte, unerwartet aufgetaucht ist. |           |               |                                 |                         |                           |
| 30 | 2         | Episode 2     | 7. Okt. 2022                    | 1. Okt. 2023            |                           |
| Da Toni als Zeugin für den Mord an Benno gesucht wird und zum Schweigen gebracht werden soll, schneidet sie sich ihre Haare ab. Im Tiergarten wird die Leiche eines städtischen Beamten gefunden, der den Berliner Ringvereinen gegen Bezahlung zu Wettlizenzen verhelfen sollte. Währenddessen werden die SA-Leute, die in der Silvesternacht Läden verwüsteten und jüdische Passanten angriffen, bis auf ihren Anführer Walther Stennes wieder freigelassen. In Charlottenburg suchen die Polizisten aus Abschnitt 14 nach Informationen zu Toni, um sie gefangen zu nehmen. Charlotte erkennt in einem Beweisstück, das beim Einbruch in das Kaufhaus zurückgelassen wurde, den Mantel ihrer Schwester, wird aber von Kommissar Böhm dabei beobachtet, wie sie den Mantel gegen einen unverfänglicheren austauscht. Trotzdem wird Toni aufgegriffen und ins Präsidium gebracht. Da niemand weiß, dass es sich bei Toni um Charlottes Schwester handelt, und die Kollegen davon ausgehen, dass Charlotte als Frau beim Verhör der Festgenommenen erfolgreicher sein wird, kann sie mit Toni sprechen und gibt ihr heimlich einen Schlüssel, mit dem sie fliehen kann. Bei der anschließenden Sitzung der Mordkommission kann Kommissar Böhm die Verbindung zwischen Toni und Charlotte aufdecken, so dass diese wegen Unterschlagung von Beweisen und Beihilfe zur Flucht aus dem Polizeidienst entlassen wird. Außerdem distanziert sie sich deutlich von Gereon, dessen SA-Mitgliedschaft sie nicht nachvollziehen kann. |           |               |                                 |                         |                           |
| 31 | 3         | Episode 3     | 15. Okt. 2022                   | 1. Okt. 2023            |                           |
| Der Geschäftsmann Abe Gold fliegt von New York nach Berlin, entschlossen, das Blaue Rothschild zurückzuholen. Gereon befragt Weintraub zum Oelschläger-Mord; Weintraub enthüllt, dass der Beamte den Ringvereinen in ganz Berlin dabei geholfen hat, Spiel- und Clublizenzen zu erhalten, und dass nur wenige von seinem Tod profitiert haben. Gereon trifft sich im Gefängnis mit Stennes und teilt ihm mit, dass Hitler persönlich angeordnet hat, dass Stennes in der Nacht des Angriffs auf den Kurfürstendamm wegen Befehlsverweigerung aus seiner Parteiführungsposition in Berlin entfernt wird. Stennes deutet an, dass es Beweise dafür gibt, dass Wendt schwul ist, und bittet Gereon, diese zu finden. Arndt, ein Freund Moritz, sieht Wendt im Tierpark. Toni geht zu ihrer Freundin Renate, Familienfreund Frau Cziczewicz ist gestorben und ihre Kinder leben in Armut. Toni verklagt Behnkes Haus wegen eines Raubüberfalls. Charlotte nimmt an einem tagelangen Tanzmarathon im Moka Efti teil, wo das Preisgeld 1000 Mark sind. In der ersten Nacht gesellt sich Charlottes Freund Gräf zu ihr und gibt ihr nach ihrer Entlassung aus der Mordkommission moralischen Beistand. Gereon besucht Dr. Schmidts Labor und findet dort Tests des Methamphetamins Pervitin an Tieren vor. Dr. Schmidt erzählt Gereon, dass er sich darauf vorbereitet, es an Menschen zu testen. |           |               |                                 |                         |                           |
| 32 | 4         | Episode 4     | 15. Okt. 2022                   | 1. Okt. 2023            |                           |
| Bennis Mörder Kuschke nimmt an einem Treffen der Weißen Hand teil, einem Geheimbund, der außergerichtliche Tötungen von Kriminellen und Armen durchführt. Als Abe Gold mit dem Graf Zeppelin in Berlin ankommt, trifft MaLu Seegers wieder auf ihren Geliebten Oskar Kulanin, einen russischen Spion, der sich ebenfalls auf dem Luftschiff befand. Am zweiten Tag des Tanzmarathons wird Charlotte von ihrem Liebhaber Rudi, einem Gerichtsmediziner der Polizei, begleitet. Er erzählt ihr, dass seine Autopsie ergeben habe, dass Benni vom Dach gestoßen wurde, sein Chef Dr. Schwarz die Beweise jedoch vertuscht habe. Arndt versucht, Wendt zu erpressen, aber Wendt durchschaut ihn und Arndt drückt seine Erleichterung aus, weil er Wendt bewundert und nur auf Befehl von Stennes gehandelt hat. Auf Drängen von Wendt richtet Nyssen sein Raketenbauunternehmen auf die Produktion von Raketen aus. Gereon trifft sich mit Katelbach und Litten, die sich auf einen Prozess wegen der Aufdeckung der Arbeitsweise der Schwarzen Reichswehr vorbereiten. Ihr Mitarbeiter Heynmann vermutet, dass Oelschläger in Vorbereitung auf die Manipulation eines von Weintraub geleiteten Boxkampfs getötet wurde; sein Verdacht wird bestätigt, als ein unbekannter Mann die Boxer zu einem vorgetäuschten K.O. des eigentlich überlegenen Kämpfers zwingt, um eine riesige Auszahlung zu erhalten. Beamter Naumann, ein Kollege von Kuschke aus der Abteilung 14, fängt Toni und bereitet ihre Hinrichtung vor, doch sie wird gerettet, als Moritz dem Beamten in den Rücken sticht. Arndt erzählt der Polizei, dass Toni Naumann getötet hat. Gereon unterbricht den Tanzmarathon, um Charlotte mitzuteilen, dass die Polizei nach ihrer Schwester sucht. Sie gehen zu Frau Cziczewicz, wo Renate lügt und sagt, Toni sei nicht da. Charlotte fällt vor Erschöpfung in Ohnmacht und Gereon nimmt sie mit nach Hause. |           |               |                                 |                         |                           |
| 33 | 5         | Episode 5     | 22. Okt. 2022                   | 2. Okt. 2023            |                           |
| Abe Gold bricht in Nyssens Schloss ein und zwingt ihn, den Safe mit dem Blauen Rothschild zu öffnen, stellt jedoch fest, dass dieser verschwunden ist. Gold entführt Helga und schwört, sie als Geisel zu halten, bis der Edelstein gefunden wird. Der Prozess gegen Katelbach beginnt, endet aber ebenso schnell, nachdem die Richter eine mysteriöse Nachricht von hochrangigen Beamten erhalten. Ohne der Verteidigung die Vorlage von Zeugen oder Beweismitteln zu gestatten, versiegeln sie den Prozess für die Öffentlichkeit und verurteilen Katelbach und Heynmann im Schnellverfahren zu 18 Monaten Gefängnis wegen Hochverrats und Verleumdung. Bevor er ins Gefängnis geschickt wird, macht Katelbach Frau Behnke einen Heiratsantrag. Während sie im Prozess ist, bricht Tonis Freund in Behnkes Pension ein und stiehlt einen Satz Negative, die Katelbachs Unschuld beweisen könnten. Die gewinnenden Wettscheine für Weintraubs Boxkampf werden vom Intriganten des Kampfes nicht eingelöst, doch ein anderer Verbrecherboss, der "Rote Hugo", wird getötet in Weintraubs Boxhalle aufgefunden. Max Fuchs, ein Untergebener von Weintraub mit Verbindungen zum mysteriösen Hintermann, beginnt, Schritte zu unternehmen, um Weintraubs Betrieb zu übernehmen. Gereon vertraut Charlotte an, dass er im Rahmen eines geheimen Plans von Chef Grzesinski in die SA aufgenommen wurde, in der Hoffnung, die NSDAP schließlich zu kriminalisieren. Gereon und Charlotte versöhnen sich. Arndt gesteht Moritz, dass er gelogen und der Polizei erzählt habe, Toni habe Naumann getötet, weil Arndt in Moritz verliebt sei und ihn beschützen wollte. Charlotte und Rudi vertrauen Gereon an, dass höhere Beamte der Polizei versuchen, den Mord an Benni zu vertuschen. Charlotte und Gereon entdecken, dass Kuschkes Bezirk, Abschnitt 14, Landstreicher und Kriminelle ermordet und die Morde so inszeniert hat, dass sie zufällig wirken. Als Rudi Beweismittel zu Gereon und Charlotte bringen will, wird er von dem Beamten Kuschke erstochen. |           |               |                                 |                         |                           |
| 34 | 6         | Episode 6     | 22. Okt. 2022                   | 2. Okt. 2023            |                           |
| Dr. Völcker wird mit Hilfe von Kulanin aus einem Arbeitslager im Gefängnis entlassen. Die beiden vertrauen MaLu ihren Plan an, Wendt zu töten. Moritz gesteht die Tötung des Beamten Naumann und wird eingesperrt. Die Beamten von Abschnitt 14 werden zur Befragung vorgeladen; alle schieben die verdächtigen Todesfälle auf den kürzlich verstorbenen Naumann. Charlotte besucht Litten, um sich um eine Stelle zu bewerben, und erfährt, dass alle Opfer von Abschnitt 14 von demselben Richter, Ferdinand Voss, verurteilt wurden. Sie besucht Voss‘ Gericht und verschafft sich unter dem Vorwand, immer noch Detektivin zu sein, Zugang zu seinen Akten. Charlotte weiß nicht, dass Voss tatsächlich der Anführer der Geheimgesellschaft "Weiße Hand" ist. Toni und ihre Geschwister werden von der Jugendhilfe besucht und in das Jugendheim Sonnenborn geschickt. Helga erzählt Gold, dass Frau Nyssen höchstwahrscheinlich den Aufenthaltsort des Blauen Rothschilds kennt, also entführt er auch die Matriarchin und sperrt sie zusammen mit ihrer Schwiegertochter ein. Weintraub und Esther werden nur knapp vor einem Attentat gerettet, als ihr Leibwächter eine Autotür öffnet und eine darin versteckte Bombe zündet. Gereon besucht Moritz in Untersuchungshaft und kehrt nach Hause zurück, um dort Charlotte vorzufinden. Die beiden haben Sex. |           |               |                                 |                         |                           |
| 35 | 7         | Episode 7     | 28. Okt. 2022                   | 2. Okt. 2023            |                           |
| Wendt gelangt in den Besitz von Katelbachs Negativen und verbrennt sie. Gereon hat einen Albtraum, in dem Dr. Schmidt als Test für den Arzt das Pervitin bei ihm anwendet und dabei in einem Kampf einen anderen Mann tötet. Weintraub gesteht Esther, dass er den Armenier ermorden ließ, nachdem dieser zuerst versucht hatte, ihn zu töten; Esther verlässt ihn. Eine Reihe krimineller Morde erschüttert Berlin und die Mordkommission erhält eine Kiste mit der Leiche des Roten Hugos. Gereon verfolgt die Kiste zu einem verlassenen Lagerhaus, wo er die Leiche eines anderen Verbrecherbosses, Ratten-Robert, und den lebenden Edgar Kasabian findet, der das Chaos in der Berliner Unterwelt inszeniert hat. Der Armenier bittet Gereon, eine Friedenskonferenz zwischen den Führern des Berliner Ringvereins zu vermitteln. Wenn Gereon dies tut, verspricht der Armenier, Dr. Schmidt zu töten und Gereon damit seiner Kontrolle zu entziehen. Nyssen bittet Jacob Grün, eine Kopie des Blauen Rothschilds anzufertigen, damit er sie gegen die Freiheit von Helga und seiner Mutter eintauschen kann, doch Grün sagt, es sei unmöglich, den Edelstein zu reproduzieren. Gold und Jacob Grün versuchen, sich in einem Restaurant zu treffen, um über seine Entführung der Frauen für den Blauen Rothschild zu sprechen. Als Juden wird ihnen das Betreten des Restaurants von anwesenden Burschenschaftern, darunter der Richter Dr. Voss, verweigert. Ein verzweifelter Nyssen trifft sich mit Dr. Schmidt, der ihn davon überzeugt, Helga und seine Mutter aufzugeben und seine Freiheit von ihnen zu genießen. Charlotte erkundigt sich bei den Müttern der Kinder, die gemäß Abschnitt 14 getötet wurden; sie findet heraus, dass die meisten in Sonnenborn lebten und von Dr. Schwarz, Rudis Vorgesetztem im Leichenschauhaus der Polizei, obduziert wurden. Charlotte ruft Sonnenborn an und erfährt, dass die Leiterin Helene die Frau von Richter Voss ist. Nyssen teilt seinem Diener Wegener mit, dass er nicht die Absicht habe, Helga und seine Mutter zurückzugewinnen. Wegener ist über diese Entscheidung empört und zieht sich in sein Zimmer zurück, wo sich herausstellt, dass er den Blauen Rothschild gestohlen hat.                                                                            |           |               |                                 |                         |                           |
| 36 | 8         | Episode 8     | 28. Okt. 2022                   | 2. Okt. 2023            |                           |
| Mithilfe von Charlotte und Gereon gelingt es Litten, Malu und Behnke, aus erster Hand ein Dokument zu erhalten, das die Aufrüstung der Schwarzen Reichswehr belegt. Gräf macht Fotos von Wendt beim Sex mit Arndt auf dem Homosexuellen-Cruising-Gelände im Park, und Gereon erpresst Wendt, um die Freilassung von Stennes zu erreichen. Im Moka Efti stiften Stennes und Gereon eine Schlägerei zwischen Stennes‘ SA-Anhängern und Mitgliedern der SS an. Gereon arrangiert ein Treffen der Bosse des Ringvereines unter seinem Schutz. Wegener verspricht, den Blauen Rothschild an Gold zu liefern. Gold trifft sich zum Shabbat-Abendessen wieder mit seiner Großfamilie, wobei Grün darauf besteht, dass sein Treffen mit Wegener wahrscheinlich eine Falle ist. Gold lässt ihr vereinbartes Rendezvous verstreichen. Charlotte schleicht sich nachts ins Polizeipräsidium und entdeckt Rudis Leiche auf dem Tisch des Gerichtsmediziners; als sie sieht, wie Kuschke und andere aus der Abteilung 14 Dr. Schwarz in einen Lastwagen verladen, springt sie auf die Ladefläche. |           |               |                                 |                         |                           |
| 37 | 9         | Episode 9     | 4. Nov. 2022                    | 3. Okt. 2023            |                           |
| Kulanin fordert von Malu das Reichswehrdokument für den sowjetischen Geheimdienst; Da sie weiß, dass die Übergabe Katelbach und Heynmann verurteilen würde, lehnt MaLu ab und Kulanin nimmt es ihr gewaltsam ab. Der Lastwagen bringt Charlotte nach Sonnenberg, wo die Weiße Hand Schauprozesse und Hinrichtungen durchführt. Dort trifft sie auf ihre Schwestern Toni und Renate; Renate entkommt und ruft Gereon um Unterstützung, während Kuschke Toni und Charlotte findet und angreift, die Kuschke tötet und die Mitglieder der Weißen Hand in ihrem Gerichtssaal verbarrikadiert, bis die Polizei eintrifft, um sie alle zu verhaften. Helga entkommt auf dem Lastkahn aus Golds provisorischem Gefängnis und lässt Frau Nyssen zurück. Als Gold zurückkommt, erzählt Nyssen ihm, dass der Blaue Rothschild, nach dem Gold sucht, eine Fälschung ist und dass das Original 1915 bei einem Schiffbruch in Odessa verloren gegangen ist, bei dem auch sein Vater und ihr Ehemann, der den Edelstein nach Deutschland schmuggelte, ums Leben kamen für ihn. Als Gold ihre Lüge durchschaut, lässt er sie auf dem sinkenden Lastkahn sterben. Weintraub nimmt Esthers Anteil am Moka Efti zurück und verkauft ihn ohne ihre Zustimmung. Völcker macht ohne Kulanin weiter und befiehlt MaLu, Wendt zur Jagdhütte ihres Vaters zu bringen, damit Völcker ihn erschießen kann. |           |               |                                 |                         |                           |
| 38 | 10        | Episode 10    | 4. Nov. 2022                    | 3. Okt. 2023            |                           |
| Malu bringt Wendt zum Ort seines Attentats, tritt aber in letzter Sekunde vor Völckers Kugel; Wendt bringt sie in Sicherheit. Wegener möchte den Blauen Rothschild versetzen, stellt jedoch fest, dass niemand ihn verkaufen oder kaufen wird. Esther sucht nach dem Verkauf von Moka Efti durch Weintraub nach Arbeit und bekommt eine Chance im Ausland in Hollywood angeboten. Böhm, dessen Gehalt von seiner Bank eingezogen wird, erwägt Selbstmord auf einer Brücke. Ein Mann kommt auf ihn zu und verspricht, alle seine finanziellen Probleme zu lösen. Gereon und Gräf beaufsichtigen die unbewaffnete Auseinandersetzung zwischen den Ringvereinen in ihren eigenen Büros der Mordkommission im Polizeipräsidium; ohne dass sie es wussten, half Böhm dabei, den Armenier mit einer Maschinenpistole in die Wände ihres Büros zu schmuggeln. Fuchs schließt die Tür ab, um ein Entkommen zu verhindern, bevor der Armenier auftaucht und alle Versammelten, einschließlich Weintraub und Fuchs, tötet. Der Armenier inszeniert den Tatort so, als hätten sich die Verbrecherbosse gegenseitig angegriffen und geht, bevor ein verwirrter Gereon die Tür aufbricht. |           |               |                                 |                         |                           |
| 39 | 11        | Episode 11    | 11. Nov. 2022                   | 4. Okt. 2023            |                           |
| Unter dem Eindruck, dass es seine Absicht war, loben die Presse und seine Offizierskollegen Gereon als einen Helden, der den Tod der kriminellen Elemente Berlins arrangiert hat. Nyssen und Helga erfahren, dass Frau Nyssens Testament die Beerdigung ihres Leichnams vorsieht. Sie durchsuchen das Wrack des Lastkahns, finden aber keine Leiche. Ohne sie können sie zehn Jahre lang ihr Vermögen nicht erben. Wendt befragt MaLu zu seinem mutmaßlichen Attentäter; sie nennt Kulanin statt Völcker. Wendt warnt General Seegers, dass seine Tochter wegen Hochverrats bestraft werden könnte, und sie kommen zu dem Schluss, dass Kulanin wahrscheinlich Informationen über Nyssens Raketenprogramm gesucht hat. Wegener geht auf Grün zu und bittet ihn, ein Treffen mit Gold zu vereinbaren. Dort gesteht Wegener, dass Frau Nyssen den Edelstein 1915 in Odessa gestohlen und ihn dann das Schiff versenken ließ, das Golds Vater und Herrn Nyssen an Bord hatte, einen Lebemann, dessen geschäftliche Inkompetenz ihr Vermögen gefährdete. Er gibt dem Blauen Rothschild Gold zurück. Esther besucht das Grab ihres Mannes, bevor sie sich auf die Abreise nach Hollywood vorbereitet. Er erscheint und geißelt sie dafür, dass sie nach Weintraubs angeblichem Tod mit Weintraub zusammen war. Dann verlässt er sie und schwört, ihre Kinder mitzunehmen. Gereon und Stennes planen, die Führung der NSDAP zu übernehmen, doch Moritz, der aus dem Gefängnis entlassen wird, hört später, wie Gereon und Grzesinski über ihren Plan diskutieren, die Partei zu verbieten. Moritz erkennt, dass Rath ein Doppelagent innerhalb der NSDAP ist und informiert Stennes über ihn. |           |               |                                 |                         |                           |
| 40 | 12        | Episode 12    | 11. Nov. 2022                   | 4. Okt. 2023            |                           |
| Der Stennes-Aufstand beginnt mit der Besetzung der Berliner NSDAP-Zentrale. Stennes wird vor Gereons Unterwanderung durch Moritz gewarnt und verlangt, dass Gereon einen Parteifunktionär hinrichtet, der versucht, Wendt anzurufen. Gereon weigert sich und wird eingesperrt, doch Moritz ändert seine Meinung und hilft seinem Onkel, seine Entführer abzuwehren und zu fliehen. Wendt mobilisiert alle verfügbaren SS-Loyalisten, bewaffnet mit von der Polizei bereitgestellten Waffen, und sie erlangen die Kontrolle über das Gebäude zurück. Nyssen und Helga veranstalten eine Beerdigung für seine Mutter. Gold übergibt den Blauen Rothschild an Jacob Grün zur Nutzung durch die jüdische Gemeinde in Berlin. Desillusioniert vom Leben in Berlin und durch ein gemeinsames Trauma verbunden, fliehen Moritz und Toni gemeinsam und trampen Richtung Westen. Kulanin bereitet sich darauf vor, Berlin mit dem Graf Zeppelin zu verlassen und wird im Auftrag von Wendt festgenommen. Wendt kommt, um Kulanin zu verhören, stellt jedoch fest, dass ihm von den Amerikanern diplomatische Immunität gewährt wurde. Kulanin, Gold und Esther reisen zusammen mit MaLu, die sich als blinder Passagier versteckt hat, nach New York. MaLu stiehlt die Dokumente der Reichswehr und wirft sie per Fallschirm zu Völcker, der sie nach Moskau bringen will. Charlotte ist mit ihrem lange verschollenen Halbbruder Johann „Rukeli“ Trollmann, einem Halb-Sinti-Boxer, wieder vereint und nimmt an einem Titelkampf mit Rath teil. Trotz des Spotts einer Brigade von SS-Männern in der Menge schlägt Trollmann seinen lokalen Berliner Gegner. Neben Gräf, Gräfs Liebhaber Jacoby und Trollmann feiern Charlotte und Gereon, und Lotte wird wieder in die Berliner Mordkommission eingestellt. Der Armenier erfüllt die Hälfte der Abmachung mit Rath und geht mit ihm los, um Dr. Schmidt zu töten, doch im letzten Moment besteht Gereon darauf, alleine in die Klinik zu gehen. Gereon sagt Dr. Schmidt, dass er seinen Tod nicht mehr will, weil er keine Angst mehr vor ihm hat. Dr. Schmidt freut sich darüber und verrät, dass er eine Armee von Patienten zusammengestellt hat, und teilt Gereon kryptisch mit, dass er nun „bereit sei, sie zu führen“, wo Charlotte erschrickt aufwacht und Gereons Namen sagt. |           |               |                                 |                         |                           |

## Zuschauerzahlen
| Staffel | Staffel | Ep. 1 | Ep. 2 | Ep. 3 | Ep. 4 | Ep. 5 | Ep. 6 | Ep. 7 | Ep. 8 | Ep. 9 | Ep. 10 | Ep. 11 | Ep. 12 |
| ------- | ------- | ----- | ----- | ----- | ----- | ----- | ----- | ----- | ----- | ----- | ------ | ------ | ------ |
|         | 1       | 7,83  | 7,83  | 7,83  | 5,27  | 5,27  | 5,27  | 4,38  | 4,38  | N/A   | N/A    | N/A    | N/A    |
|         | 2       | 4,13  | 4,14  | 3,87  | 3,73  | 3,77  | 3,78  | 3,62  | 3,66  | N/A   | N/A    | N/A    | N/A    |
|         | 3       | 4,33  | 4,33  | 4,33  | 3,21  | 3,21  | 3,21  | 3,13  | 3,13  | 2,99  | 2,99   | 2,9    | 2,9    |
|         | 4       | TBD   | TBD   | N/A   | N/A   | N/A   | N/A   | N/A   | N/A   | N/A   | N/A    | N/A    | N/A    |